# Мала Пристава (Пивка)
Мала Пристава (словен. Mala Pristava, итал. Prestava Piccola) је насељено место у општини Пивка, Приморско-нотрањска регија, Словенија.

## Историја
До територијалне реорганизације у Словенији била је у саставу старе општине Постојна.

## Становништво
У попису становништва из 2011. године, Мала Пристава је имала 67 становника.
| Број становника према пописима | Број становника према пописима | Број становника према пописима |
| ------------------------------ | ------------------------------ | ------------------------------ |
| 1991                           | 2002                           | 2011                           |
| 75                             | 74                             | 67                             |

Напомена: Године 1994. смањен за део насеља који је спојен са деловима издвојеним из насеља Надање село, Нова Сушица и Стара Сушица у ново самостално насеље Рибница.